# Mistrovství Evropy ve fotbale 1960
Mistrovství Evropy ve fotbale 1960 bylo prvním mistrovstvím Evropy ve fotbale. Finálový turnaj, kam postoupily z kvalifikace čtyři týmy: SSSR, Jugoslávie, Československo a Francie, se konal právě ve Francii, v Paříži a Marseille.
Premiérové mistrovství Evropy se neobešlo bez problémů. Tím hlavním byla neúčast některých silných týmů (Anglie, Itálie, Západní Německo), které se odmítly podniku zúčastnit. Ve hře byly stále politické aspekty věci, protože například Španělé na přímý popud diktátora Franca nesměli ve čtvrtfinále nastoupit proti výběru komunistického Sovětského svazu. Do závěrečného turnaje postoupilo kvarteto celků, převážně z východního bloku, z nichž nejlépe si vedl zmiňovaný Sovětský svaz. Francouzi, kteří vzali šampionát na pořadatelská bedra, se nedočkali ani medaile, když je v duelu o bronz porazili Čechoslováci 2:0. Předtím absolvovali divoké semifinále, v němž Jugoslávci zvítězili 5-4 a dvakrát smazali dvoubrankové manko.

## Stupně vítězů
| Zlato              | Stříbro    | Bronz          | 4. místo |
| ------------------ | ---------- | -------------- | -------- |
| SSSR - první titul | Jugoslávie | Československo | Francie  |
| Soupiska           | Soupiska   | Soupiska       | Soupiska |

## Kvalifikace
Kvalifikace se zúčastnilo pouhých 17 reprezentací, které se utkaly vyřazovacím způsobem o čtyři místa na závěrečném turnaji.

## Finálový turnaj
|  | Semifinále              | Semifinále          |       |                         | Finále                  | Finále |  |
|  |                         |                     |       |                         |                         |        |  |
|  | 6. červenec – Marseille |                     |       |                         |                         |        |  |
|  | Československo          | 0                   |       |                         |                         |        |  |
|  | Sovětský svaz           | 3                   |       |                         |                         |        |  |
|  |                         |                     |       |                         |                         |        |  |
|  |                         |                     |       |                         | 10. červenec – Paříž    |        |  |
|  |                         |                     |       |                         | Sovětský svaz           | 1 (2)  |  |
|  |                         | Jugoslávie          | 1 (1) |                         |                         |        |  |
|  |                         |                     |       |                         |                         |        |  |
|  |                         |                     |       |                         |                         |        |  |
|  |                         |                     |       |                         | O třetí místo           |        |  |
|  | 6. červenec - Paříž     | 6. červenec - Paříž |       | 9. červenec - Marseille | 9. červenec - Marseille |        |  |
|  | Francie                 | 4                   |       | Československo          | 2                       |        |  |
|  | Jugoslávie              | 5                   |       |                         | Francie                 | 0      |  |

### Semifinále
| 6. července 1960 20:00                    |        |                                                  |                                                                           |
| Francie                                   | 4 – 5  | Jugoslávie                                       | Parc des Princes, Paříž diváci: 26,370 rozhodčí: Gaston Grandain (Belgie) |
| Vincent 12' Heutte 43', 62' Wisnieski 53' | Report | Galić 11' Žanetić 55' Knez 75' Jerković 78', 79' | Parc des Princes, Paříž diváci: 26,370 rozhodčí: Gaston Grandain (Belgie) |

| 6. července 1960 20:30 |        |                                |                                                                           |
| Československo         | 0 – 3  | Sovětský svaz                  | Stade Vélodrome, Marseille diváci: 25,184 rozhodčí: Cesare Jonni (Itálie) |
|                        | Report | Ivanov 34', 56' Ponědělnik 66' | Stade Vélodrome, Marseille diváci: 25,184 rozhodčí: Cesare Jonni (Itálie) |

### O 3. místo
| 9. července 1960 18:00  |        |         |                                                                          |
| Československo          | 2 – 0  | Francie | Stade Vélodrome, Marseille diváci: 9,438 rozhodčí: Cesare Jonni (Itálie) |
| Bubník 58' Pavlovič 88' | Report |         | Stade Vélodrome, Marseille diváci: 9,438 rozhodčí: Cesare Jonni (Itálie) |

### Finále
| 10. července 1960 21:30       |                       |            |                                                                               |
| Sovětský svaz                 | 2 – 1 (v prodloužení) | Jugoslávie | Parc des Princes, Paříž diváci: 17,966 rozhodčí: Arthur Edward Ellis (Anglie) |
| Metreveli 49' Ponědělnik 113' | Report                | Galić 43'  | Parc des Princes, Paříž diváci: 17,966 rozhodčí: Arthur Edward Ellis (Anglie) |

## All-stars[2]

### Francie 1960
- Lev Jašin
- Vladimir Durković
- Ladislav Novák
- Igor Netto
- Josef Masopust
- Valentin Ivanov
- Slava Metreveli
- Milan Galić
- Viktor Ponědělnik
- Dragoslav Šekularac
- Bora Kostić